# Alain Esclopé
Alain Esclopé, né le 18 mai 1942 à Claira, est un homme politique français, membre du parti Chasse, pêche, nature et traditions. Député européen de 1999 à 2004, il était membre du groupe pour l'Europe des démocraties et des différences.

## Biographie
Principal honoraire, président de la fédération des chasseurs des Pyrénées-Orientales, Alain Esclopé est élu député européen en 1999 sur la liste CPNT menée par Jean Saint-Josse. Il démissionne de son poste de conseiller régional en 1999, et cède la place au suivant de liste (CPNT) Pierre Gonzales.
En 2004, il est chef de file des « chasseurs » aux élections régionales en Languedoc-Roussillon ; la liste qu'il conduit recueille 5 % des suffrages exprimés. Il est parallèlement battu aux élections cantonales à Saint-Paul-de-Fenouillet par Pierre Estève.

## Mandats
- 20 juillet 1999 - 19 juillet 2004 : député européen
- 1998 - 1999 : conseiller régional du Languedoc-Roussillon

## Décoration
- Chevalier de l'ordre national du Mérite[4]